# Други дейности
Други дейности е един от 20-те основни отрасли на икономиката в Статистическата класификация на икономическите дейности за Европейската общност.
Секторът обхваща невключени в други отрасли дейности – стопанската дейност на организации с нестопанска цел и извършването на различни лични услуги – ремонт на лични и домакински вещи, фризьорство, химическо чистене, погребални услуги и други.